# Паоло Полідорі
Паоло Полідорі (італ. Paolo Polidori; 4 січня 1778, Єзі, Папська держава — 23 квітня 1847, Рим, Папська область) — італійський куріальний кардинал. Секретар Священної Консисторської Конгрегації та секретар Священної Колегії кардиналів з 1823 по 2 лютого 1831 року. Секретар Конклавів 1829 року та 1830—1831 років. Префект Священної Конгрегації дисципліни чернечих з 21 листопада 1834 по 27 липня 1840 року. Про-префект Священної Конгрегації Собору з 27 липня 1840 по 15 вересня 1841 року. Титулярний архієпископ Тарса з 22 січня по 11 лютого 1844 року. Кардинал-священик з 23 червня 1834 року, з титулом церкви Сан-Еузебіо з 1 серпня 1834 по 8 червня 1839 року. Кардинал-священик з титулом церкви Санта-Прасседе з 12 липня 1841 року.